# Списак епизода серије Дружина мјау-мјау
Дружина мјау-мјау је прва аниме адаптација истоимене манга серије коју је написала Реико Јошида, а илустровала Мија Икуми. Серија је настала у продукцији студија Pierrot и има укупно 52 епизоде. Оригинално се емитовала од 3. фебруара 2002. до 26. јануара 2003. године на јапнаским каналима TV Aichi и TV Tokyo. Нова адаптација емитована је 2022. године.
У Србији, аниме серија се премијерно приказивала од 2006. до 2010. године на националном каналу Happy, синхронизована на српски. Синхронизацију је радио студио Имаго. Првих 26 епизода преведено је са енглеског, али након што је северноамерички студио 4Kids Entertainment изгубио лиценцу за даљу синхронизацију, Србија је остатак серије превела са јапанског језика. Српска синхронизација се касније репризирала на кабловским каналима Pink 2 и Pink Super Kids. Током приказивања, серија је била веома популарна у Србији. Током 2005. и 2006. године, издате су 1—21. епизода на четири DVD-ја (без 7. епизоде), издавача Globalcall-а (Katex), 2007. године издате су 27—34. епизода на два DVD-ја под насловом Мјау-мјау Токио, издавача Happy Pictures-а.

## Списак епизода

### Прва сезона
Прва сезона је превођена са енглеског језика, стога прати енглески редослед епизода.
| Бр. еп. (Јапан) | Бр. еп. (синхр.) | Енглески наслов (титл) Јапански наслов     | Српски / Енглески наслов (синхронизација) | Премијера           |
| --------------- | ---------------- | ------------------------------------------ | ----------------------------------------- | ------------------- |
| 1               | 2                | (ネコになる、正義の味方は恋する少女にゃん) | Мјау клинка у граду /                     | 6. април 2002.      |
| 2               | 3                | (新しい仲間、正義の味方は超お嬢様にゃん)   | Друга мјау мачкица /                      | 13. април 2002.     |
| 3               | 4                | (学校の怪談、おばけの正体見つけ出すにゃん) | Ноћни дух /                               | 20. април 2002.     |
| 4               | 5                | (涙のデート、青山君にいえない秘密にゃん)   | Заврзлама са лавом /                      | 27. април 2002.     |
| 5               | 6                | (嵐の新体操、ネコの舞で輝く星になるにゃん) | Гимјаунастика /                           | 4. мај 2002.        |
| 6               | 7                | (心のピアノ、ときめきの舞踏会にゃん)       | (непознато) /                             | 11. мај 2002.       |
| 7               | 8                | (歩鈴登場、耳とシッポも芸のうち)           | Мајмунолика мјау мачкица /                | 18. мај 2002.       |
| 8               | 9                | (温泉へ！神秘の山の愛の奇跡)               | Бањске којештарије /                      | 25. мај 2002.       |
| 9               | 10               | (愛しのお兄様、思い出は写真の中に)         | Да ли сте за мјау плес? /                 | 1. јун 2002.        |
| 10              | 11               | (最後の仲間、まぼろしの一匹狼)             | Мјау-мјау Холивуд /                       | 8. јун 2002.        |
| 11              | 12               | (信じる心、五人そろって東京ミュウミュウ)   | Укроћена мјау мјау мачкица /              | 15. јун 2002.       |
| 12              | 1                | (バレちゃった、季節はずれの桜散る)         | Прва мјау забава /                        | 22. јун 2002.       |
| 13              | 13               | (すれ違う心、狙われた青山くん)             | Најљигавији љигавко /                     | 29. јун 2002.       |
| 14              | 14               | (赤坂の秘密、切ない恋の物語)               | Чудноватост лептира /                     | 6. јул 2002.        |
| 15              | 15               | (小さな勇者、マシャ 命がけの友情)          | Херој мјау дружине /                      | 13. јул 2002.       |
| 16              | 16               | (れたすの恋、一途な思いは図書館で)         | Књиге љубави /                            | 20. јул 2002.       |
| 17              | 17               | (蒼の騎士！ おまえは俺が守る！！)          | Витез за памћење /                        | 27. јул 2002.       |
| 18              | 18               | (真夏の恋！いちごのハートはゆらゆら)       | Мој витез у плавом оклопу /               | 3. август 2002.     |
| 19              | 19               | (優しさの力、海の深くに願いよ届け)         | Девојка са делфином /                     | 10. август 2002.    |
| 20              | 20               | (母の記憶、お姉ちゃんは大変なのだ)         | Ћерка године /                            | 17. август 2002.    |
| 21              | 21               | (心の火花、いちごとみんとのすれ違い)       | Лет из мјау мјау гнезда /                 | 24. август 2002.    |
| 22              | 22               | (夏よさらば、いちごの一番長い日)           | (непознато) /                             | 31. август 2002.    |
| 23              | 23               | (恋は突然！ 乙女のハートをうけとめて)      | (непознато) /                             | 7. септембар 2002.  |
| 24              | 24               | (不思議な宝石、輝きはあなたの中に)         | (непознато) /                             | 14. септембар 2002. |
| 25              | 25               | (恋のハードル、いちごの恋は障害だらけ)     | (непознато) /                             | 21. септембар 2002. |
| 26              | 26               | (時よ止まれ！ 胸にあふれる愛しい気持ち)    | (непознато) /                             | 28. септембар 2002. |

### Друга сезона
Друга сезона је превођена са јапанског језика јер је Америка изгубила лиценцу за аниме серију.
| Бр. еп. | Енглески наслов (титл) Јапански наслов     | Српски наслов (синхронизација)                      | Премијера          |
| ------- | ------------------------------------------ | --------------------------------------------------- | ------------------ |
| 27      | (あなたが好き、 青山くん衝撃の告白！)      | Марк је луд за мацом                                | 5. октобар 2002.   |
| 28      | (ネコパニック、秘密のカギは乙女のくちびる) | Мачка је у паници, тајна је у пољупцу               | 12. октобар 2002.  |
| 29      | (禁断の恋？ ネコの言葉がわかるニャン)      | Забрањена љубав                                     | 19. октобар 2002.  |
| 30      | (素直になって、水晶玉に秘めた片思い)       | Љубав и кристална кугла                             | 26. октобар 2002.  |
| 31      | (父の背中、いちごをかけた一本勝負！)       | Ударац Зоиног тате                                  | 2. новембар 2002.  |
| 32      | (お嬢さま対決、お金じゃ買えない正義の味方) | Обрачун девојака из високог друштва                 | 9. новембар 2002.  |
| 33      | (婚約者現わる 歩鈴、運命の結婚)            | Долазак Кикиног вереника                            | 16. новембар 2002. |
| 34      | (番大切な事、誰かを信じる気持ち)           | Најважније је поверење                              | 23. новембар 2002. |
| 35      | (泣かないで、ひとりぼっちの小さなざくろ)   | Не плачи, усамљена мини-Рене                        | 30. новембар 2002. |
| 36      | (白金の過去、ミュウミュウ誕生の秘密！！)   | Елиотова прошлост и тајна рођења дружине Мјау-мјау  | 7. децембар 2002.  |
| 37      | (輝きの涙、二人きりのクリスマス)           | Блиставе божићне сузе                               | 14. децембар 2002. |
| 38      | (聖夜の奇跡、秘密の消えた夜)               | Чудесна ноћ                                         | 21. децембар 2002. |
| 39      | (夢の罠！ミュウミュウ最後の日)             | Украдени снови                                      | 28. децембар 2002. |
| 40      | (二人は友達？歩鈴、危機一髪！！)           | Кикин пријатељ                                      | 4. јануар 2003.    |
| 41      | (幸せを運ぶ風、一途な祈り)                 | Ветрови среће                                       | 11. јануар 2003.   |
| 42      | (ざくろの迷い、四人になったミュウミュウ)   | Рене у дилеми - дружина Мјау-мјау постаје четворка? | 18. јануар 2003.   |
| 43      | (敵か味方か？戦ってお姉さま！！)           | Пријатељ или непријатељ? Бори се, Рене!             | 25. јануар 2003.   |
| 44      | (森になった街！いちごの笑顔を守るもの)     | Град постаје шума                                   | 1. фебруар 2003.   |
| 45      | (解けた謎！蒼の騎士の真実)                 | Мистерија решена! Ко је Плави витез?                | 8. фебруар 2003.   |
| 46      | (新しい戦力！地球を守る仲間)               | Тим за одбрану Земље                                | 15. фебруар 2003.  |
| 47      | (愛のパワー！青山君は私が守る！！)         | Моћ љубави                                          | 22. фебруар 2003.  |
| 48      | (異次元の迷路！キッシュの賭け！！)         | Изгубљени у другој димензији                        | 1. март 2003.      |
| 49      | (青の目覚め、もうひとつの姿！)             | Буђење Плаветнила                                   | 8. март 2003.      |
| 50      | (いちごの試練！あたしはミュウミュウ)       | Зоино искушење                                      | 15. март 2003.     |
| 51      | (最後の戦い！あなたの笑顔を信じてる)       | Последња борба                                      | 22. март 2003.     |
| 52      | (地球の未来に、ご奉仕するにゃん！)         | Љубав је лек за све                                 | 29. март 2003.     |

## Српска ДВД издања
| ДВД | ДВД                   | Епизоде | Година издања | Белешке | Реф.  |
| --- | --------------------- | ------- | --- | ------- | ----- |
|     | 1                     | 1–6     | 2005. |         | [ 2 ] |
| 2   | 7–11 (односно 8-12)   | 2006.   | Недостаје 7. епизода, и епизоде су наведене по следећем редоследу: „Да ли сте за мјау плес?” (10. епизода), „Мјау мјау Холивуд” (11. епизода), „Укроћена мјау мјау мачкица” (12. епизода), „Мајмунолика мјау мачкица” (8. епизода), „Бањске којештарије” (9. епизода) | [ 3 ]   |       |
| 3   | 12-16 (односно 13-17) | 2006.   | | [ 4 ]   |       |
| 4   | 17-21 (односно 18-21) | 2006.   | | [ 5 ]   |       |

| ДВД | ДВД   | Епизоде | Година издања      | Реф.  |
| --- | ----- | ------- | ------------------ | ----- |
|     | 1     | 27-30   | 2007.              | [ 6 ] |
| 2   | 31-34 | 2007.   | [ тражи се извор ] |       |